# 伏屋素狄
伏屋 素狄（ふせや そてき）延享4年12月1日（1748年1月1日） - 文化8年11月26日（1812年1月10日）は日本の医師、医学者。字は正宜、号は琴坂、通称を万町権之進。漢方医であったが50歳前に蘭学と出会い、西洋医学に転進。動物の臓器の解剖、実験を実践し、その著『和蘭医話』で腎臓の機能は尿の生成であるとした。

## 略歴
河内国丹南郡西村（現・大阪府堺市東区日置荘西町）の吉村家に生まれるが、14歳の時、昔より親戚関係の和泉国和泉郡万町村（現・大阪府和泉市万町）の伏屋家の分家の養子となる。伏屋家は当時、酒造業を営んでいたが、素狄は医学（漢方）の道へ進み、医師となる。最初、堺で開業するが寛政年間には大坂に出て開業した。そこで、杉田玄白の『解体新書』を読み、その内容の正確さに圧倒される。一念発起して、当時の大坂在住の蘭学者で蘭方医を営みながら私塾の絲漢堂を開いていた橋本宗吉に弟子入りして西洋医学の研究に専念する。素狄はこの時既に50歳近くになっており、師匠の橋本宗吉は16歳年下であった。宗吉は、素狄の合理的でひたむきな研究態度に共感し、肝胆相照らす仲となり、義兄弟の契りを結び、素狄のことを義兄と呼んだと言う。素狄は宗吉らが苦労して翻訳したオランダ医学書などから学ぶ一方、その内容の実践と応用のため、人体（刑死者の遺体）の解剖に立会い、動物の解剖実験を繰り返し、腎臓、尿管、膀胱、胆嚢、胆管、膵管、心臓、神経、虫垂などの機能を追及した。中でも腎臓に墨汁を注入し、腎臓を手で握り締め、無色透明の尿のような液体を押し出し、腎臓の機能は濾過と尿の生成であるとしたのは注目される。これらの実験の成果は文化2年（1805年）に『和蘭医話』と題する書物にまとめて出版している。同書は28話からなり、素狄らの研究成果を織り込みながらも、問答形式をとり、一般人にも理解できる西洋医学の啓蒙書または入門書の形をとっている。

## 後世における評価
第二次世界大戦後、『和蘭医話』の内容が再評価され、日本生理学会、日本医史学会より日本実験生理学の祖とされている。両学会により素狄が開業していた場所近くの大阪市西区北堀江の和光寺境内に伏屋素狄の顕彰碑が昭和42年（1967年）に建てられた。